# Robert Huff
Robert Peter Huff (Cambridge,25 de diciembre de 1979), también conocido como Rob Huff, es un piloto de automovilismo británico. Ha competido en el Campeonato Mundial de Turismos, donde ha sido campeón en 2012, subcampeón en 2011 y tercero en 2008 y 2010.

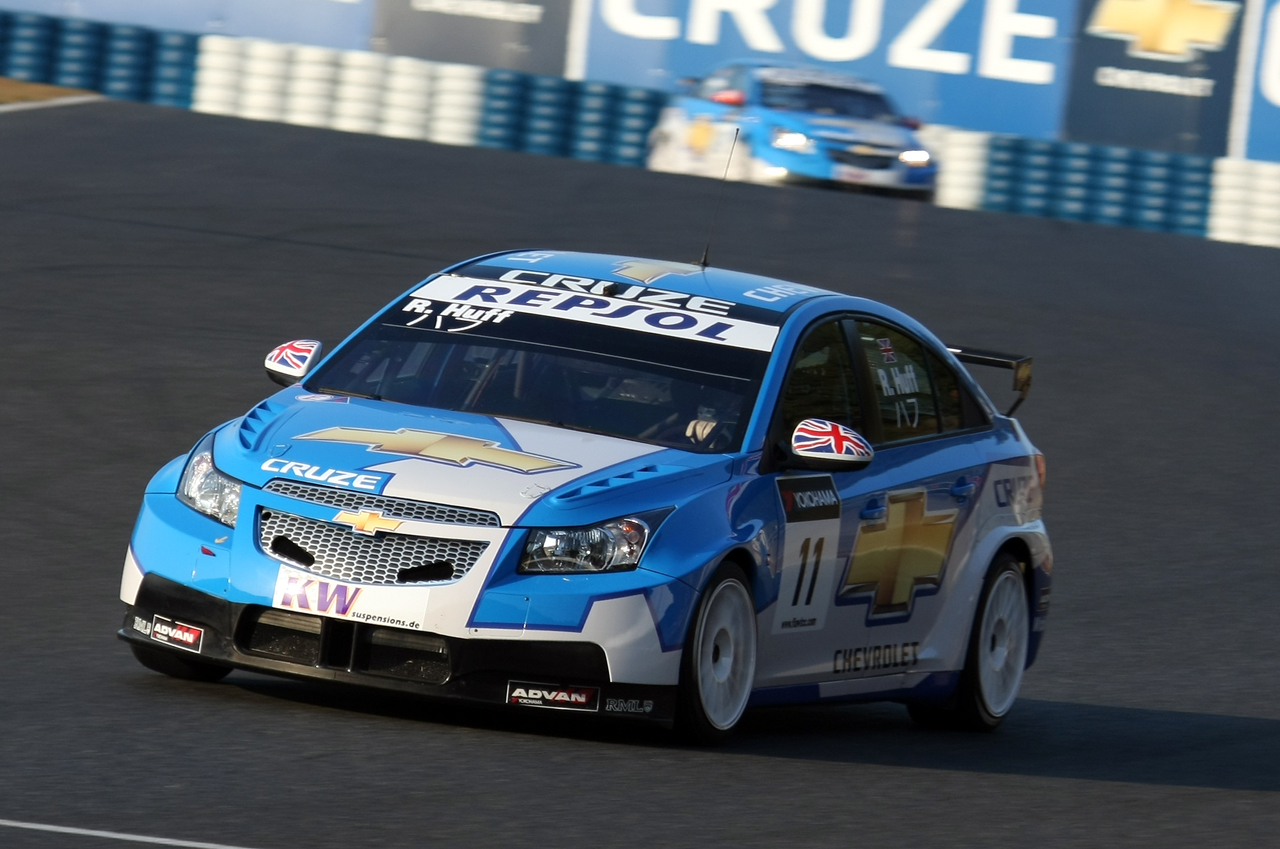
Robert Huff en la carrera de Japón del Campeonato Mundial de Turismos 2009.

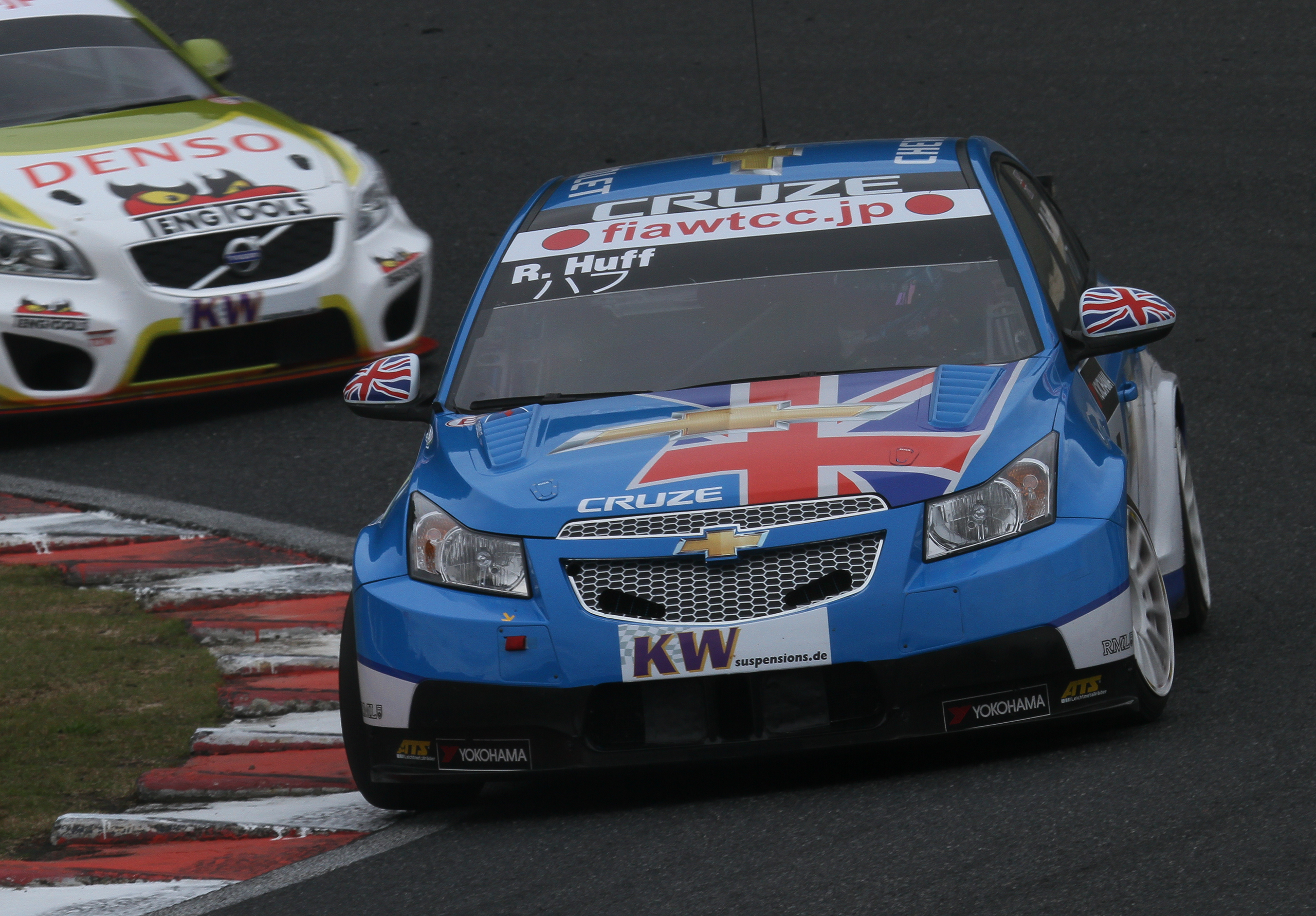
Robert Huff en la carrera de Japón del Campeonato Mundial de Turismos 2010.

## Carrera deportiva
Luego de iniciarse en el karting, Huff fue campeón de la Fórmula Vauxhall Británica en 2000 y subcampeón de la monomarca MG BCV8 Clase B. En 2001 y 2002 resultó vencedor de este último certamen. También en 2002, fue tercero en la Copa Renault Clio. Huff obtuvo la Copa Seat León Cupra en 2003, lo cual le valió como premio una temporada completa en el Campeonato Británico de Turismos con el equipo RML en un SEAT Toledo. Ese año finalizó séptimo con dos victorias y siete podios en las 30 carreras.
Chevrolet ingresó de manera oficial en el Campeonato Mundial de Turismos en 2005 de la mano de RML, y fichó entre sus pilotos a Huff. Las dos primeras temporadas, el Chevrolet Lacetti se mostró muy poco competitivo. Huff finalizó 21.º en 2005 y 16.º en 2006, con apenas seis arribos a zonas de puntos y una única victoria en la segunda manga de Brno 2006.
En 2007, RML logró acercarse a sus rivales SEAT y BMW en el Campeonato Mundial de Turismos. Huff consiguió una victoria y cuatro podios, a la vez que llegó entre los primeros seis en la mitad de las pruebas. Con ello, concluyó el año noveno, aún detrás de sus compañeros de equipo Alain Menu y Nicola Larini. Huff fue más efectivo que ellos en 2008, al cosechar dos triunfos y seis podios que lo dejaron tercero en el campeonato, a un punto del subcampeón Gabriele Tarquini y lejos del dominador Yvan Muller. Ahora al volante de un Chevrolet Cruze, Huff tuvo una temporada 2009 irregular. Ganó tres carreras y subió al podio en nueve de 24, pero no puntuó en nueve. Por tanto, quedó quinto detrás de dos pilotos de SEAT y dos de BMW.
BMW pasó de tener cinco pilotos oficiales a dos en 2010. SEAT se retiró como equipo oficial, y Sunred pasó a competir de manera independiente con un automóvil menos. RML continuó con tres Chevrolet oficiales, y se convirtió en el principal equipo del campeonato. Huff venció en tres oportunidades y consiguió 12 podios en 22 carreras. De esta manera, quedó muy lejos del campeón Muller, ahora compañero en Chevrolet, y empató en puntos con Gabriele Tarquini, quien le arrebató el subcampeonato por haber sumado más victorias.
Los pilotos de Chevrolet acapararon los podios en 2011 (50 de 72), de los cuales Huff consiguió 18: ocho victorias, seis segundos puestos y cuatro terceros. Así, quedó segundo en el campeonato a tres unidades del campeón Muller. En 2012, el británico obtuvo el campeonato al cumular cinco victorias y 17 podios en 24 carreras, superando a Menu por 12 puntos y a Muller por 20 puntos.
Huff pasó al equipo Münnich para la temporada 2013. Al volante de un Seat León, logró dos victorias y cinco podios, de modo que se ubicó cuarto en el campeonato. El británico firmó con el equipo oficial Lada para la temporada 2014, donde pilotó un Lada Granta. Acumuló dos victorias (las cuales fueran los dos primeras victorias para la marca rusa), así como un segundo puesto y un quinto. Con nueve resultados puntuables en 23 carreras, el piloto finalizó décimo en el campeonato.
Huff también corrió para el equipo oficial de Chevrolet en los 200 km de Buenos Aires del TC 2000 de 2006, 2008 y 2010, como acompañante de Marcelo Bugliotti en las dos primeras y de Agustín Canapino en la tercera. Su mejor resultado fue un sexto puesto en 2008. Huff también disputó esporádicamente carreras de la Copa Porsche Carrera Gran Bretaña y la Copa Ginetta G50 Británica.

## Resultados

### Turismo Competición 2000
| Año  | Equipo                      | Auto               | 1    | 2   | 3   | 4   | 5   | 6   | 7   | 8   | 9   | 10  | 11  | 12    | 13  | 14  | Res. | Puntos |
| ---- | --------------------------- | ------------------ | ---- | --- | --- | --- | --- | --- | --- | --- | --- | --- | --- | ----- | --- | --- | ---- | ------ |
| 2006 |                             |                    | BA I | OLA | CR  | VIE | SFE | SJU | SRA | RES | CUR | SMM | GR  | BA II | OBE | PAR | -    | -      |
| 2006 | Chevrolet Elaion Pro Racing | Chevrolet Astra II |      |     |     |     |     |     |     |     |     |     |     | Ret   |     |     | -    | -      |
| 2008 |                             |                    | PAR  | SAL | GR  | SFE | SJU | RES | AG  | BA  | OBE | TRH | VIE | SMM   | PDF | PDE | -    | -      |
| 2008 | Chevrolet Elaion            | Chevrolet Astra II |      |     |     |     |     |     |     | 6   |     |     |     |       |     |     | -    | -      |
| 2011 |                             |                    | GR   | SFE | SFE | SMM | SJU | RES | AG  | TRH | LPL | TRE | JUN | PDF   | PAR |     | -    | -      |
| 2011 | Equipo Oficial Chevrolet    | Chevrolet Cruze I  |      |     |     |     |     |     |     |     | Ret |     |     |       |     |     | -    | -      |

### TCR Internacional Series
(Clave) (negrita indica pole position) (cursiva indica vuelta rápida)

| Año  | Equipo                  | Auto                         | 1   | 2   | 3   | 4   | 5   | 6   | 7   | 8   | 9   | 10  | 11    | 12    | 13  | 14  | 15     | 16     | 17  | 18  | 19  | 20  | 21  | 22  | Pos. | Pts. |
| ---- | ----------------------- | ---------------------------- | --- | --- | --- | --- | --- | --- | --- | --- | --- | --- | ----- | ----- | --- | --- | ------ | ------ | --- | --- | --- | --- | --- | --- | ---- | ---- |
| 2015 |                         |                              | MYS | MYS | CHN | CHN | ESP | ESP | POR | POR | ITA | ITA | AUT I | AUT I | RUS | RUS | AUT II | AUT II | SGP | SGP | THA | THA | MAC | MAC | 14.º | 30   |
| 2015 | West Coast Racing       | Honda Civic Type-R TCR (FK2) |     |     |     |     |     |     |     |     |     |     |       |       |     |     |        |        |     |     |     |     | 1   | Ret | 14.º | 30   |
| 2017 |                         |                              | GEO | GEO | BHR | BHR | BEL | BEL | ITA | ITA | AUT | AUT | HUN   | HUN   | ALE | ALE | THA    | THA    | CHN | CHN | EAU | EAU |     |     | 9.º  | 106  |
| 2017 | Leopard Racing Team WRT | Volkswagen Golf GTI TCR SEQ  |     |     |     |     | 6   | 2   |     |     | Ret | WD  | Ret   | 11    | 3   | Ret | 5      | 8      | 3   | 1   |     |     |     |     | 9.º  | 106  |

### Copa Mundial de Turismos
| Año  | Equipo                              | Auto                        | 1   | 2   | 3   | 4   | 5   | 6   | 7   | 8   | 9   | 10  | 11  | 12  | 13  | 14  | 15  | 16  | 17  | 18  | 19  | 20  | 21  | 22  | 23  | 24  | 25  | 26  | 27  | 28  | 29  | 30  | Pos. | Pts. |
| ---- | ----------------------------------- | --------------------------- | --- | --- | --- | --- | --- | --- | --- | --- | --- | --- | --- | --- | --- | --- | --- | --- | --- | --- | --- | --- | --- | --- | --- | --- | --- | --- | --- | --- | --- | --- | ---- | ---- |
| 2018 |                                     |                             | MAR | MAR | MAR | HUN | HUN | HUN | ALE | ALE | ALE | NED | NED | NED | POR | POR | POR | SVK | SVK | SVK | CHN | CHN | CHN | CHW | CHW | CHW | JAP | JAP | JAP | MAC | MAC | MAC | 8°   | 242  |
| 2018 | Sébastien Loeb Racing               | Volkswagen Golf GTI TCR SEQ | 3   | 18  | 7   | 5   | 1   | 8   | 3   | Ret | Ret | 3   | 8   | 2   | Ret | WD  | WD  | 19  | Ret | 13  | 6   | 5   | 6   | 14  | 10  | Ret | 23  | 1   | 6   | 3   | 24  | 2   | 8°   | 242  |
| 2019 |                                     |                             | MAR | MAR | MAR | HUN | HUN | HUN | SVK | SVK | SVK | NED | NED | NED | ALE | ALE | ALE | POR | POR | POR | CHN | CHN | CHN | JAP | JAP | JAP | MAC | MAC | MAC | MYS | MYS | MYS | 11°  | 211  |
| 2019 | Sébastien Loeb Racing VW Motorsport | Volkswagen Golf GTI TCR SEQ | 12  | 22  | 15  | 14  | 7   | 7   | 13  | 5   | 13  | Ret | 11  | 10  | 4   | Ret | DNS | 4   | 7   | 6   | 10  | 7   | Ret | 10  | 2   | 7   | 4   | 14  | 2   | 23  | 9   | 9   | 11°  | 211  |
| 2021 |                                     |                             | ALE | ALE | POR | POR | ESP | ESP | HUN | HUN | CZE | CZE | FRA | FRA | ITA | ITA | RUS | RUS |     |     |     |     |     |     |     |     |     |     |     |     |     |     | 18°  | 73   |
| 2021 | Zengő Motorsport Services KFT       | Cupra León Competición TCR  | Ret | Ret | 9   | 10  | Ret | 9   | Ret | 18  | 8   | Ret | Ret | 15  | 13  | 9   | Ret | 1   |     |     |     |     |     |     |     |     |     |     |     |     |     |     | 18°  | 73   |
| 2022 |                                     |                             | FRA | FRA | ALE | ALE | HUN | HUN | ESP | ESP | POR | POR | ITA | ITA | ALS | ALS | BAR | BAR | ARA | ARA |     |     |     |     |     |     |     |     |     |     |     |     | 6.º  | 210  |
| 2022 | Zengő Motorsport Services KFT       | Cupra León Competición TCR  | 12  | 8   | C   | C   | 6   | 2   | 2   | 2   | 6   | 1   | 8   | 6   | 5   | 1   |     |     | 9   | 5   |     |     |     |     |     |     |     |     |     |     |     |     | 6.º  | 210  |

#### WTCR Trophy
| Año  | Equipo                        | Auto                       | 1   | 2   | 3   | 4   | 5   | 6   | 7   | 8   | 9   | 10  | 11  | 12  | 13  | 14  | 15  | 16  | 17  | 18  | Pos. | Pts. |
| ---- | ----------------------------- | -------------------------- | --- | --- | --- | --- | --- | --- | --- | --- | --- | --- | --- | --- | --- | --- | --- | --- | --- | --- | ---- | ---- |
| 2022 |                               |                            | FRA | FRA | ALE | ALE | HUN | HUN | ESP | ESP | POR | POR | ITA | ITA | ALS | ALS | BAR | BAR | ARA | ARA | 1.º  | 139  |
| 2022 | Zengő Motorsport Services KFT | Cupra León Competición TCR | 3   | 1   | C   | C   | 1   | 1   | 1   | 1   | 1   | 1   | 2   | 1   | 1   | 1   |     |     | 3   | 1   | 1.º  | 139  |

### TCR World Tour
(Clave) (negrita indica pole position) (cursiva indica vuelta rápida)

| Año  | Equipo                   | Auto                    | 1   | 2   | 3   | 4   | 5   | 6   | 7   | 8   | 9   | 10  | 11  | 12  | 13  | 14  | 15  | 16  | 17  | 18  | 19  | 20  | Pos. | Pts. |
| ---- | ------------------------ | ----------------------- | --- | --- | --- | --- | --- | --- | --- | --- | --- | --- | --- | --- | --- | --- | --- | --- | --- | --- | --- | --- | ---- | ---- |
| 2023 |                          |                         | POR | POR | SPA | SPA | VAL | VAL | HUN | HUN | EPI | EPI | LAP | LAP | SID | SID | SID | BAT | BAT | BAT | MAC | MAC | 3.º  | 414  |
| 2023 | Audi Sport Team Comtoyou | Audi RS3 LMS TCR (2021) | 3   | 6   | 5   | 10  | 4   | 1   | 9   | 2   | 7   | 4   | 3   | 3   | 4   | 2   | 1   | 6   | 4   | 3   | 3   | 12  | 3.º  | 414  |